# 史瓦帝尼經濟
斯威士蘭經濟相當多樣化，農業、林業和礦業佔國內生產總值約13%，製造業（紡織和製糖相關處理）佔37%，而政府服務主導的服務業則佔50%。

## 農業
地契土地種植大部分高價值經濟作物（糖、林業和柑橘），其特點是高投資和灌漑水平。然而約四分之三人口在國有土地上從事自給農業，生產力和投資水平偏低。紡織業和工業化農業具有高生產力，而自給農業的生產力正在下降，這種經濟兩極性導致該國整體低增長、嚴重不平等和高失業問題。

## 經濟增長
斯威士蘭的經濟增長速度落後於鄰國，實質國內生產總值自2001年起平均增長2.8%，低於其他南部非洲關稅聯盟（SACU）成員國近2個百分點，主要因素有農業生產力偏低、長期旱災、愛滋病的破壞性影響和低效率而龐大的政府機構。1990年代後期，該國的公共財政從1980年代有可觀盈餘的情況惡化，收入下降和支出增加導致預算嚴重赤字，龐大的支出沒有促進經濟增長或使窮人受益，大部分新增支出花在工資、救濟和補貼等經常性支出。現時工資支出超過國內生產總值的15%和總公共開支的55%，水平高於大部分其他非洲國家。然而，南部非洲關稅聯盟的收入近年快速增長，扭轉過往的財政狀況，自2006年以來一直錄得龐大盈餘。現時南部非洲關稅聯盟的收入佔政府總收入六成以上，外債負擔在過去20年顯著下降，內債微不足道，2006年外債佔國內生產總值不足兩成。

## 貿易夥伴
斯威士蘭與南非有緊密的經貿關係，佔其進口量超過九成和出口量約七成，其他主要貿易夥伴是美國和歐盟，分別提供服裝出口和糖品的貿易優惠。在貿易協議下，服裝和糖出口順暢並快速增長，外國直接投資湧入。2000年至2005年間，紡織品和糖品的出口量分別增長超過200%和50%。然而，該國的出口受多個因素威脅，其中包括移除紡織品貿易優惠、東亞國家加入市場、逐步取消出口歐盟市場的糖品優惠價格等。因此，斯威士蘭將在不斷變化的全球環境中面臨保持競爭力的挑戰，而投資環境是應對的關鍵因素，最近的投資環境評估提供正面的結果。該國企業的生產力遜於其他地區最有生產力的中等收入國家，但水平是撒哈拉以南非洲地區最高之一。這些公司較低中等收入國家的公司優勝，但受管治安排和基礎設施不足所窒礙。
斯威士蘭、萊索托、博茨瓦納、納米比亞和南非締結南部非洲關稅聯盟（SACU），統一各成員國的進口關稅。另一方面，斯威士蘭、萊索托、納米比亞和南非也是共同貨幣區（CMA）的成員，允許匯回資金和非限定用途基金（unrestricted funds）。斯威士蘭發行自身貨幣史瓦濟蘭里蘭吉尼，與南非蘭特等值。

## 基礎設施
斯威士蘭擁有完善的陸路與南非連接，鐵路分別沿東西和南北方向運行。東西行的戈巴線較早落成，把散裝貨物運至莫桑比克馬普托港口再輸往外地，該港口直至最近一直是大部分進口貨的抵埗地點。1980年代，由於受到莫桑比克的衝突影響，大量貨物改經南非的港口出口。南北行的鐵路線於1986年落成，把普馬蘭加省的鐵路網絡連接至南非理查茲灣和德班的港口。自1980年代中期，製造業的外國投資明顯帶動經濟增長速度。自1980年代中期以來，貨幣貶值增加該國出口的競爭力，減慢進口的增長，出現貿易順差。1990年代期間，該國經常錄得輕微貿易赤字。

## 採礦
斯威士蘭的採礦業受獨立前制定的政策所管制。由於該行業近期萎縮，顧問目前正在起草新的採礦政策，費用以來自中國的贈款支付，也已倡議促進小規模開採的立法。
該國的外匯主要來自產量急跌的布倫布（Bulembu）石棉礦，雖然該國已發現鑽石、鐵礦石和黃金，但潛力因缺乏投資和發展政策而可能動搖。
斯威士蘭直接從事採礦業的國民少於一千人，但許多工人參與運往南非礦場的松木加工程序，另有約一萬至一萬五千名工人受聘於南非礦場。國際黃金價格暴跌，加上南非出現裁員潮，這些工人的匯款對該國經濟的重要性減少。

## 其他經濟數據
家庭收入或消費比例︰

最低10%︰
1.6%

最高10%︰
40.7%（2001年）
工業生產量增長率︰
1%（2001年估計）
產電量︰
470 GWh（2008年）, 420 GWh（1998年）
耗電量︰
1,207 GWh, GWh（2008年）, 962.9 GWh（2001年）, 1,078 GWh（1998年）
出口電量︰
0 GWh（2009年、2001年、1998年）
進口電量︰
768 GWh（2009年）, 639 GWh（2001年）, 687 GWh（1998年）

按︰
六成進口電量來自南非（2009年）
貨幣︰
1里蘭吉尼 = 100分
匯率︰
每1美金可兌換的里蘭吉尼金額– 7.3 (2011), 7.32 (2010), 8.42 (2009), 7.75 (2008), 7.4 (2007), 10.5407 (2002), 8.6092 (2001), 6.9398 (2000), 6.1087 (1999), 5.4807 (1998), 4.6032 (1997), 4.2706 (1996), 3.6266 (1995); 按︰史瓦濟蘭里蘭吉尼與南非蘭特等值

## 外部連結
- web.worldbank.org （页面存档备份，存于）
- 中的“史瓦帝尼經濟”
- Swaziland latest trade data on ITC Trade Map （页面存档备份，存于）
- CIA World Factbook: Swaziland （页面存档备份，存于）
- MBendi Swaziland overview （页面存档备份，存于）
- Swazibusiness.com